# Neumühle/Elster
Neumühle/ELster  est une commune allemande de Thuringe située dans l'arrondissement de Greiz. 

## Géographie

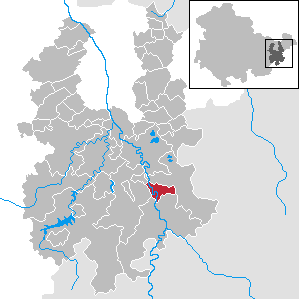
Situation de la commune (en rouge) dans l'arrondissement

Neumühle/Elster est située dans le sud-est de l'arrondissement de Greiz, sur les rives de l'Elster Blanche, dans le Vogtland thuringeois, à 6 km au nord de Greiz, le chef-lieu de l'arrondissement.
Neumühle/Elster est administrée par la ville voisine de Greiz.
Communes limitrophes (en commençant par le nord et dans le sens des aiguilles d'une montre) : Mohlsdorf-Teichwolframsdorf, Greiz, Langenwetzendorf et Berga/Elster.

## Histoire
La première mention de Neumühle date de 1449 mais la commune n'a été créée qu'en 1960 sur décision du Conseil des Ministres de RDA à partir de différents villages et hameaux appartenant aux communes voisines.
Le village a fait partie de la principauté de Reuss branche aînée (cercle de Greiz) jusqu'en 1920 et à son intégration dans le nouveau land de Thuringe (arrondissement de Greiz). 
La commune est occupée par les troupes américaines en avril 1945 et remise à l'Armée rouge en juillet de la même année. Elle est alors incluse dans la zone d'occupation soviétique. En 1949, elle est intégrée à la République démocratique allemande (district de Gera, arrondissement de Greiz).
Jusqu'en 1996, Neumühle/Elster a fait partie de la communauté d'administration de Neumühle/Elster qui regroupait six communes : Daßlitz, Kleinreinsdorf, Neugernsdorf, Nitschareuth, Waltersdorf bei Berga/Elster et Neumühle/Elster.

## Démographie
| 1995 | 2000 | 2005 | 2010 |
| ---- | ---- | ---- | ---- |
| 479  | 522  | 467  | 391  |

## Communications
La commune est traversée par les routes régionales L1085 Dasslitz-Teichwolframsdorf et L2344 Greiz-Berga/Elster. Elle est également desservie par la ligne de chemin de fer de l'Elsterbahn Gera Süd-Greiz-Plauen-Weischlitz.